# Neauphle-le-Château
Neauphle-le-Château – miejscowość i gmina we Francji, w regionie Île-de-France, w departamencie Yvelines.
Według danych na rok 1990 gminę zamieszkiwało 2499 osób, a gęstość zaludnienia wynosiła 1162 osób/km² (wśród 1287 gmin regionu Île-de-France Neauphle-le-Château plasuje się na 438. miejscu pod względem liczby ludności, natomiast pod względem powierzchni na miejscu 858.).